# Rancho las Marías
Rancho las Marías är en ort i Mexiko.   Den ligger i kommunen Acapulco de Juárez och delstaten Guerrero, i den södra delen av landet, 280 km söder om huvudstaden Mexico City. Rancho las Marías ligger 56 meter över havet och antalet invånare är 229.
Terrängen runt Rancho las Marías är kuperad åt nordväst, men åt sydost är den platt. Rancho las Marías ligger nere i en dal. Runt Rancho las Marías är det tätbefolkat, med 397 invånare per kvadratkilometer. Närmaste större samhälle är Kilómetro 30, 19,1 km nordväst om Rancho las Marías. Omgivningarna runt Rancho las Marías är en mosaik av jordbruksmark och naturlig växtlighet.